# 德皇腓特烈三世级战列舰
德皇腓特烈三世级战列舰或称恺萨腓特烈三世级战列舰是德意志帝国海军在第一次世界大战前建造的五艘前无畏战列舰所使用的船级，其成员包括德皇腓特烈三世号、德皇威廉二世号、德皇威廉大帝号、德皇巴巴罗萨号和德皇卡尔大帝号，均以德裔君主命名，建于1895年至1901年之间。作为无畏舰于20世纪初面世之前的产品，该级仍采用德国战列舰传统的武器布局：在两座炮塔内装备四门大口径、但与同时代相比尺寸较小的主炮。德国人采用小型火炮的原因是他们更注重火力，而非炮弹的重量。德皇腓特烈三世级还标准化了三桨战列舰的使用，并引入了水管锅炉和渗碳装甲。
五艘同级舰入役后都被编入练习舰队的第一战列分舰队，其中德皇腓特烈三世号担任分舰队旗舰，而德皇威廉二世号则担任舰队总司令的旗舰。这些舰只在1900年代初进行了例行训练和巡航，其中德皇腓特烈三世号1901年在波罗的海航行时因搁浅事故而严重受损。随着新式战列舰在这十年的后期入役，德皇腓特烈三世级舰只于1905年被转移到第二分舰队，且除德皇卡尔大帝号之外的所有同级舰都在1907年至1910年间重建。此后，由于更强大的无畏舰开始入列，它们自1908年起被降格至预备役，在和平时期余下的运用生涯中仅定期重启，参加每年一度的舰队训练演习。
当1914年7月第一次世界大战爆发后，德皇腓特烈三世级战列舰重返现役并被编入第四分舰队，它们的任务是在北海担当警戒值勤，但很快就被转移到波罗的海，以支援德国对俄罗斯帝国的行动。在此期间，这些舰只的活动有限，并于1915年初返回北海执行警戒任务。随着现代武器的威胁与日俱增，尤其是已经开始在该地区活动的英国潜艇，再加上更有价值的舰艇人员短缺，促使海军于1915年3月将德皇腓特烈三世级的全部五艘舰退役。它们之后被用于各种辅助角色。1920年代初，德国根据《凡尔赛条约》的条款裁军，这批战列舰遭全数拆解报废。

## 设计

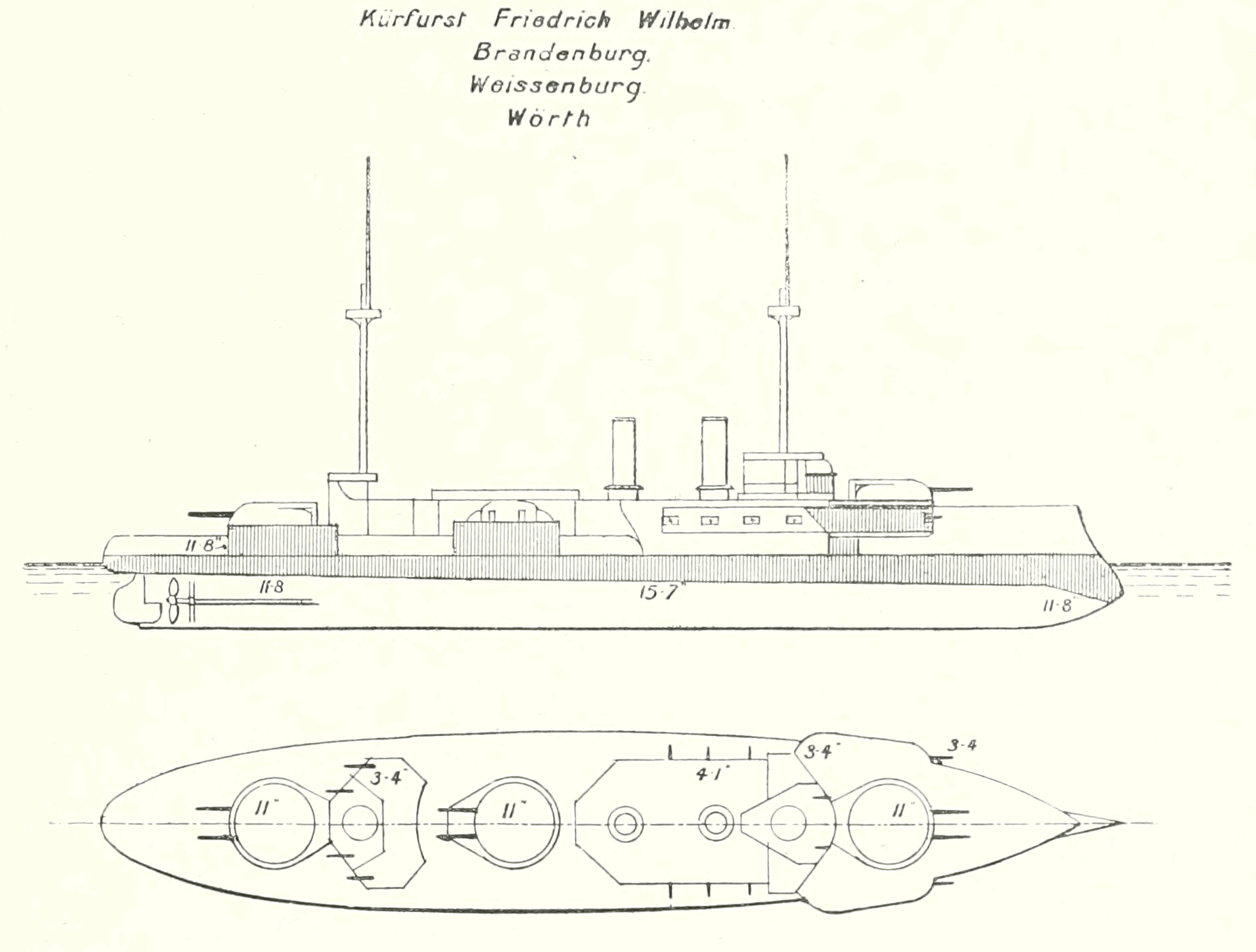
勃兰登堡级战列舰的顶面和侧面图；其中央炮塔的设计在德皇腓特烈三世级中没有重复

在德意志帝国海军于1889年订购了四艘勃兰登堡级战列舰后，由于受到预算限制、帝国议会反对以及缺乏连贯的舰队规划影响，导致进一步购买战列舰的计划被推迟。在整个1890年代初期和中期，时任国家海军办公室国务秘书的海军中将弗里德里希·冯·霍尔曼一直在争取议会的批准来替换老旧的铁甲舰普鲁士号，但议会的阻力将拨款推迟到1894－1895预算年度。应德皇威廉二世的要求，新舰型的设计于1891年6月启动，并迅速决定对之前的勃兰登堡级设计进行重大变更。舰队基础设施不足，尤其是旱坞和其他港口设施的匮乏，以及当时正在开凿的威廉皇帝运河，都对新舰的尺寸构成了限制。为了使新舰的排水量保持在极限范围内，如果要加入更重的副炮系统，就必须牺牲在勃兰登堡级上使用的中心炮塔。设计部门共制备了五种不同的设计方案，前四种包含十门105毫米和八门88毫米副炮，第五种则以八门150毫米炮取代105毫米炮。全部五种方案都配备四门280毫米炮作为主炮。威廉二世也提出了自己的建议，但它存在严重的稳定性问题，并不是一个可行的选项。
军舰的设计工作仍在继续优化，而海军则在议会上争取资金，最终于1894年3月获得批准，这给设计人员施加了压力，要求他们完成设计，以便开始建造。到5月，设计部门已经完成了第十六号草图，该方案放弃了大多数海军使用的传统双联装炮塔，取而代之的是四门单座炮塔，采用与同时代法国战列舰（如布韦号）类似的菱形布局。倘若重量允许，全部四门均列装280毫米炮，但如有必要也可选择将翼炮塔的口径减小为210毫米。副炮设计为十六门105毫米炮，至少有一些是采用双联装炮塔，但在接下来的几个月里，副炮口径增至150毫米，因为当时公认的观点是，副炮在近距离战斗中造成的伤害最大。这种主张所谓“火雹”原则的观点，似乎在1894年晚些时候的黄海海战中，日本巡洋舰战胜了装备更精良的北洋水师后得到证实。这种更小巧、发射速度更快的火炮旨在对敌人战列舰的舰艛造成严重破坏，并使船员士气低落。

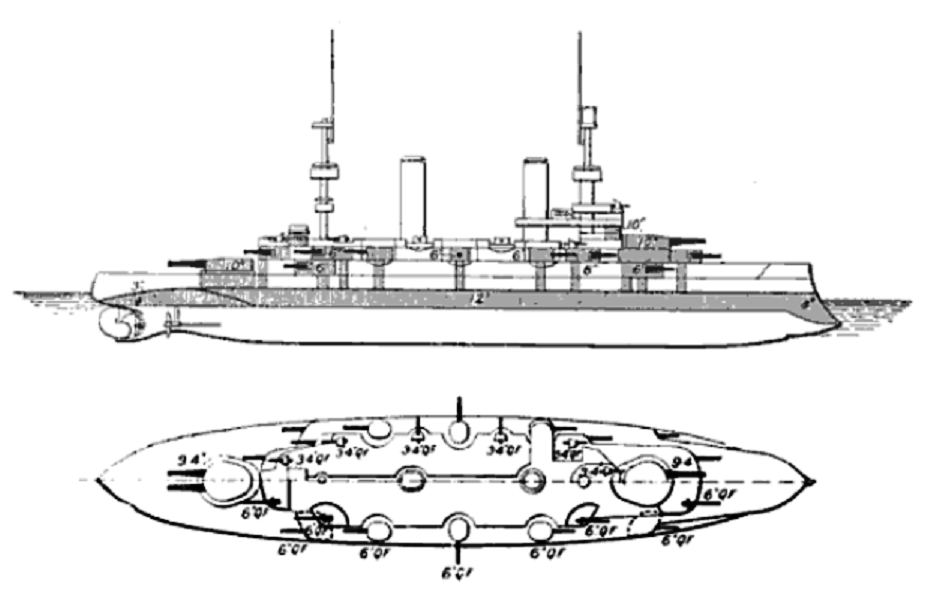
德皇腓特烈三世级舰只线图

在设计过程中，演习分舰队司令汉斯·冯·克斯特建议放弃280毫米炮而改用240毫米炮，因为后者的射速是大型火炮的2.5倍，而且它们足够威力，仍然可以用来击穿当时设想的近距离战斗中的重型装甲。克斯特说服威廉二世否决了希望保留重型火炮的帝国海军部。这一决定为德国海军在接下来的20年里确立了一种模式，即青睐更轻量化、射速更快的火炮，而不是更大、更具威力的火炮。尽管这一决定在当时受到了批评，因为240毫米炮比280毫米炮更小，因此更弱，但较大的火炮在近距离上几乎没有实质性的优势，而且更高的射速允许它随着时间的推移催生出更重的舷炮。
1894年8月，海军选定了一款11,000公吨、装备有四门240毫米炮和十八门150毫米炮的舰船方案。这个决定是一场赌博，因为克虏伯实际上并未设计出240毫米的火炮，如果测试被证明是失败的，这款舰就不会有主炮，因为其炮塔无法重新加工来容纳280毫米炮。克虏伯渗碳装甲的出现则大大减轻了重量，因为它比传统的克虏伯装甲更有效，因此可以使用更少的装甲来实现相同的保护水平。它们保留了与勃兰登堡级相同的装甲布局，而重量的节省所允许采用更全面的布局，将用于后续的维特尔斯巴赫级。推进系统通过采用水管锅炉进行了改进，并重组纳入第三副螺旋桨轴，这成为了德国主力舰的标准配置。海军最初担心桑尼克罗夫特锅炉的可靠性，因此同级首舰德皇腓特烈三世号仅使用了四台新型锅炉，其余八台仍是老式的火管锅炉。
继第一艘舰开始建造后，同级的下一艘成员于1896－1897预算年度才获得批准；在其间的两年中，当局曾考虑重新设计第二艘舰以匹配国外的发展，最重要的是采用305毫米炮，就像英国庄严级战列舰上的主炮一样。这种变化将需要将主炮数量减半，并拆除四门150毫米炮，以抵消较大火炮的重量。此外，这将使得德皇腓特烈三世级没有对应舰，导致战术控制复杂化。这些牺牲被认为过于严重，所以德国海军决定继续使用240毫米炮，因为当时新炮的成功试射已经完成。

### 整体特征及推进装置

竣工时的德皇巴巴罗萨号，展现了较短的军用桅杆和较小的舰桥，从外观上将该级的后三艘舰与前两艘舰区分开来

德皇腓特烈三世级舰只的水线长度和全长分别为120.9米和125.3米，舷宽22.8米，有7.89米的前吃水和8.25米的后吃水。舰只所设计的标准排水量为11,097吨，满载排水量则可达11,785吨。舰体为钢质框架结构，采用纵横方式进行布置；船壳板以焊接方式安装在钢质框架上。其内部分为十二个水密隔舱，部分区划采用双层船底设计，涵盖占总长度约70%的范围。德皇腓特烈三世号在竣工时配备有一根高挑的军用桅杆作为其前桅和柱形主桅；其余四艘舰则为这两处安装了较短的军用桅杆。至1901年，德皇腓特烈三世号的前桅也被缩短。德皇腓特烈三世号和德皇威廉二世号都计划用作旗舰，因此在竣工时都搭载了大型舰桥，其中前者为双层、后者为单层舰桥。其余三艘舰则安装了更小的开放式舰桥。
德国海军认为本级舰具有卓越的船舶耐波性。它们的转向半径紧凑，反应非常灵敏。舰只的横摇幅度最高可达15°，横摇周期为12秒。在波涛汹涌的海面上，它们的速度损失很小，但在满舵转向的情况下，速度下降高达40%。其稳心高度在0.917米至1.18米之间。德皇腓特烈三世级舰只还可以搭载一些小型舰载艇，其中包括两艘哨艇、两艘机动艇、一艘大舢板、两艘独桅纵帆船、两艘高低桅帆船和两艘小划艇。舰只的标准船员编制为39名军官及612名士兵；若担任分舰队旗舰，还可补充12名军官和51至63名水兵。
德皇腓特烈三世级舰只是以三台三缸三胀式蒸汽机负责驱动三副螺旋桨轴。其中德皇腓特烈三世号、德皇巴巴罗萨号和德皇威廉大帝号配备了三副直径为4.5米的三叶螺旋桨；德皇卡尔大帝号和德皇威廉二世号则是在两侧外轴上配备了两副相同尺寸的三叶螺旋桨，在中心轴上安装一个直径为4.2的四叶螺旋桨。由于海军起初担忧新式水管锅炉的可靠性，同级各舰接受了不同的锅炉安排。德皇威廉二世号的装备与德皇腓特烈三世号类似，惟桑尼克罗夫特锅炉被船用火管锅炉所取代。德皇威廉大帝号配备了四台船用和六台筒形火管锅炉，而德皇巴巴罗萨号则配备了四台桑尼克罗夫特和六台筒形锅炉。德皇卡尔大帝号最为特殊，拥有两台船用锅炉、两台船用双锅炉和六台筒形锅炉。所有舰只的锅炉都被汇入两具烟囱，但德皇腓特烈三世号和德皇威廉二世号的艉部烟囱更细，而其余三艘舰的烟囱则完全相同。
推进系统的额定功率为13,000匹公制馬力（9,560千瓦特），但在试航中最高可达到13,950匹公制馬力（10,260千瓦特）。由此产生的最高速度为17.5節（32.4每小時）。舰只的煤舱贮煤量为650吨，但如果利用舰内额外的空间，燃煤容量将可增加至1,070吨。这使得它们可以10節（19每小時）的速度续航3,420海里（6,330）。在电力供应方面，德皇腓特烈三世号和德皇威廉二世号都配备了五台320千瓦的74伏特发电机，其余三艘舰则是四台240千瓦的74伏特发电机。

### 武器装备
德皇腓特烈三世级舰只的主炮为四门240毫米40倍径速射炮，分别分设于中央舰艛一前一后的两座双联装炮塔内。这款Drh.L. C/98型炮塔允许火炮压低至-5°俯角和提升至30°仰角，最大射程为16,900米。它们在发射140千克重的炮弹时的初速为690米每秒，射速为每分钟3－4发。主炮共配备340枚炮弹，其中每门75枚。
副炮则由十八门150毫米40倍径速射炮，其中六门放列在舰舯的单座炮塔上，其余则架设于MPL型炮廓内。这些火炮大多安装在上甲板层，只有四门位于主甲板层，这使得它们在舰上保持足够高的位置，从而避免了当时战列舰的一个常见问题，即在巨浪海况下可能导致火炮无法使用。根据海军历史学家艾丹·多德森的说法，这种布局“也许是那个时期的最佳布局”。这些火炮可于每分钟4－5发的速度射出穿甲弹。副炮共配备2,160枚炮弹，其中每门120发。它们可降低至-7°俯角和提升至20°仰角，最大射程为13,700米，在发射51千克重的炮弹时的初速为735米每秒。
这些舰只也装备有十二门88毫米30倍径速射炮用于防御鱼雷艇，同样独立安装在炮廓和枢轴支架上。这些火炮每门可提供170至250枚炮弹，在发射7.04千克重的炮弹时的初速为590米每秒。它们需要手动操纵，射速约为每分钟15发，最远可命中6,890米开外的目标。近身搏斗武器则由十二门37毫米机关炮组成。
此外，德皇腓特烈三世级战列舰还配备了六具450毫米鱼雷发射管，全部安装在水线上方的旋转支架上，其中两边舷侧各两具，舰艏、舰艉各一具。这款武器有5.1米长，可携带87.5千克重的三硝基甲苯弹头，并可设定两种不同的速度范围。在26節（48每小時）的情况下，鱼雷的射程为800米；若增速至32節（59每小時），则射程会缩短为500米。

### 装甲保护
德皇腓特烈三世级战列舰采用克虏伯生产的渗碳装甲。它们是最后一批使用旧式窄装甲带布置的德国主力舰；旧的复合装甲需要大量的钢材来抵御大口径炮火，这意味着由于其重量，舰上几乎没有装甲可以覆盖。克虏伯的新钢要坚固得多，但设计人员并没有利用减轻的重量来提供更全面的保护，而是在后续的维特尔斯巴赫级上才实现。
装甲带在水线处的舰体中央部分有300毫米厚。它向前逐渐变薄至150毫米，向后逐渐弱化至200毫米，尽管装甲带并没有完全延伸到舰艉。带状装甲的下部厚度从100毫米到180毫米不等。整条装甲带还配以250毫米厚的柚木作背衬。主甲板的装甲厚65毫米，但至后主炮座后方的厚度增加到75毫米，艉部不受装甲带保护。甲板的这一部分在两侧向下弯曲，以提供一定程度的保护，抵御炮弹命中。
司令塔受到250毫米厚的侧面和30毫米厚的顶面装甲保护。每个主炮塔都设有一个50毫米厚的顶板和250毫米厚的侧板。塔装的150毫米炮在侧部的装甲增加至150毫米厚，另有70毫米厚的炮挡。而廓装的150毫米炮也受150毫米厚的钢板保护。

## 建造

德皇威廉大帝号的下水仪式

德皇腓特烈三世号作为同级首舰，是以“普鲁士代舰（Ersatz Preussen）”为代号由威廉港帝国船厂所订购，用于取代铁甲舰普鲁士号。它于1895年开始架设龙骨，工程编号为22。1896年7月1日，该舰正式下水，然后开始舾装工作；其中包括安装舰只的武器和完成舰艛。德皇腓特烈三世号最终于1898年10月7日竣工并投入德国舰队服役。德皇威廉二世号的龙骨于1896年开始架设，同样是在威廉港的帝国船厂，工程编号为24。其代号为“腓特烈大帝代舰（Ersatz Friedrich der Grosse）”，用于取代铁甲舰腓特烈大帝号。舰只于1897年9月14日下水，至1900年2月13日投入使用。
德皇威廉大帝号的订购代号为“威廉国王代舰（Ersatz König Wilhelm）”，以取代过时的铁甲舰威廉国王号。其龙骨自1898年架设于基尔的日耳曼尼亚船厂，工程编号为79。该舰于1899年6月1日下水，至1901年5月5日投入舰队服役。德皇巴巴罗萨号是作为新增编入舰队的单位以合同代号“B”进行订购，于1898年在但泽的希肖船厂开建，工程编号为640。它于1900年4月21日下水，至1901年6月10日投入使用。同样于1898年，德皇卡尔大帝号的龙骨在汉堡的布洛姆及福斯船厂安放，工程编号为136。它是以新增编入舰队进行订购，因此得到了“A”为合同代号。作为同级最后完工的舰只，德皇卡尔大帝号于1899年10月13日下水，至1902年2月4日投入舰队服役。

### 同级舰
| 舰只             | 造船厂               | 命名来源               | 架设日期       | 下水日期       | 入役日期      | 结局                   |
| ---------------- | -------------------- | ---------------------- | -------------- | -------------- | ------------- | ---------------------- |
| 德皇腓特烈三世号 | 威廉港帝国船厂       | 德意志皇帝腓特烈三世   | 1895年3月5日   | 1896年7月1日   | 1898年10月7日 | 1920年拆解于基尔       |
| 德皇威廉二世号   | 威廉港帝国船厂       | 德意志皇帝威廉二世     | 1896年10月26日 | 1897年9月14日  | 1900年2月13日 | 1921年拆解于不来梅     |
| 德皇威廉大帝号   | 基尔日耳曼尼亚船厂   | 德意志皇帝威廉一世     | 1898年1月22日  | 1899年6月1日   | 1901年5月5日  | 1920年拆解于基尔       |
| 德皇巴巴罗萨号   | 汉堡布洛姆及福斯船厂 | 神圣罗马皇帝腓特烈一世 | 1898年8月3日   | 1900年4月21日  | 1901年6月10日 | 1920年拆解于吕斯特灵根 |
| 德皇卡尔大帝号   | 但泽希肖船厂         | 神圣罗马皇帝查理曼     | 1898年9月17日  | 1899年10月18日 | 1902年2月4日  | 1920年拆解于不来梅     |

## 服役历史

### 战前役期

德皇腓特烈三世号于1902年的平版画

入役后，德皇腓特烈三世号即担任练习舰队（Übungsflotte，即公海舰队前身）第一分舰队司令海因里希亲王的旗舰，德皇威廉二世号则成为舰队总司令克斯特的旗舰。这两艘舰并肩作战到1901年初，直到德皇腓特烈三世号4月在波罗的海巡航时因触礁事故严重受损。调查表明该地区存在几块未知的礁石，而灯船也出错，没有出现在合适的位置。当该舰因维修而停运时，其船员被转移到刚刚完工的德皇威廉大帝号。在接下来的四年里，德皇腓特烈三世级舰只共同在第一分舰队服役，进行训练巡航、每年8月和9月参加舰队演习，并访问外国港口。
到1905年，随着维特尔斯巴赫级、不伦瑞克级和德国级等几个新级别的战列舰相继入役或接近完工，德皇腓特烈三世级的成员开始被转移到第二分舰队。1906年，新式战列舰德国号取代德皇威廉二世号成为舰队旗舰。在接下来的几年里，和平时期例行的训练程序继续进行，但至1900年代中后期被重建计划打断。德皇巴巴罗萨号于1905年成为第一艘重建的同级舰，这是由于1903年它在前往西班牙的巡航中舵受损而退役维修所致。德皇腓特烈三世号于1907年重建，德皇威廉二世号和德皇威廉大帝号于1909－1910年重建。这项工程包括削减舰艛以降低重量，拆除四门150毫米炮和一具鱼雷发射管，并将88毫米炮移至上甲板。然而，德皇卡尔大帝号并未进行现代化改造。
从1908年开始，德皇腓特烈三世级的成员相继撤出前线服役，它们在阵中的位置被德国级舰只和拿骚级的第一艘无畏舰所取代。德皇卡尔大帝号于1908年率先被转移到预备役编队，随后是德皇巴巴罗萨号和德皇腓特烈三世号于1909年以及次年的德皇威廉二世号和德皇威廉大帝号。在和平时期余下的日子里，它们在一年中的大部分时间都处于停运状态，惟每年8月至9月会为了参加年度舰队演习而重新启用。在演习中，它们组成为第三分舰队，并由德皇威廉二世号担任分舰队旗舰。

### 第一次世界大战

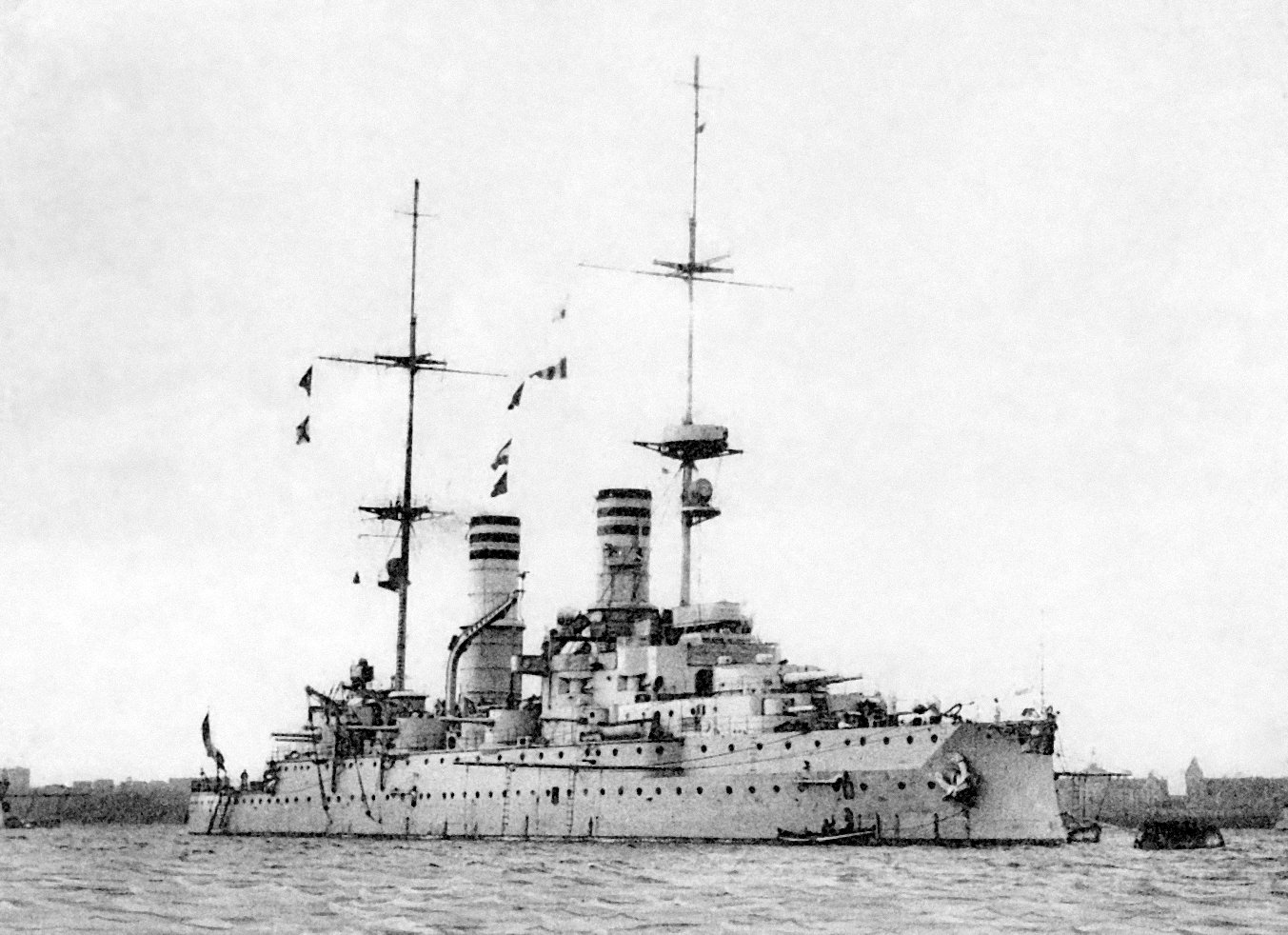
重建后的德皇巴巴罗萨号

1914年7月第一次世界大战爆发后，五艘德皇腓特烈三世级战列舰重新启用，获动员组成第五战列分舰队，并由德皇威廉二世号再度担当旗舰。在9月被调往波罗的海对抗俄罗斯帝国之前，它们曾短暂地在北海执行海岸防御任务。这些舰只原计划于9月底将一支两栖攻击部队运送到文道，但有关英国军舰进入波罗的海的虚假情报导致这次行动被取消。它们于12月对波罗的海北部进行了扫荡，但没有遭遇任何俄国军舰。1915年1月，德皇腓特烈三世级舰只被调回北海执行警戒任务，但于次月便迅速退役。这批战列舰在当时已经完全过时，面对现代武器不堪一击，尤其是已经开始在波罗的海活动的英国潜艇。此外，德国海军正面临着严重的船员短缺，故而决定停用像德皇腓特烈三世级这样作战用途有限的老旧舰艇。
1915年3月5日，这些舰只被分散到各个港口，裁减船员编制，并最终被解除武装。德皇威廉二世号作为公海舰队司令的参谋舰驻扎在威廉港，并于战后继续担任此职。德皇卡尔大帝号在被改造成监狱船之前曾临时充当轮机舱人员的训练舰；德皇腓特烈三世号和德皇巴巴罗萨号也分别在基尔和威廉港担任浮动监狱。德皇威廉大帝号则先是被用作供应母舰，自1916年起又降格为一艘鱼雷靶舰。从这些舰上移除的火炮被用作北海北弗里斯兰和东弗里斯兰群岛的海岸炮，以及用于守卫波罗的海港口利鲍。在战争结束后的1920年至1922年间，全部五艘同级舰都遭拆解，以确保德国遵守《凡尔赛条约》的海军裁军条款。德皇腓特烈三世号及德皇威廉二世号的舰艏饰则被保留了下来，现存于德累斯顿的联邦国防军军事史博物馆。